# Steven Gerrard
Sir Steven George Gerrard (pron. ˈstiːvɨn ˈdʒɛrɑrd; Whiston, 30 maggio 1980) è un allenatore di calcio ed ex calciatore britannico, di ruolo centrocampista.
Considerato come uno dei migliori centrocampisti inglesi della storia del calcio nonché come uno dei migliori della sua generazione, è stato inserito per cinque volte tra i candidati alla vittoria del Pallone d'oro (2001, 2005, 2007, 2008, 2009), arrivando a raggiungere il podio nel 2005 alle spalle del connazionale Frank Lampard e Ronaldinho. Il 29 dicembre 2006, per meriti sportivi, è stato anche nominato dalla regina Elisabetta membro dell'Ordine dell'Impero Britannico.
Bandiera del Liverpool, club in cui ha militato sin dalle giovanili, ha rivestito il ruolo di capitano della squadra inglese per dodici anni (dal 2003 al 2015) vincendo a livello internazionale la Coppa UEFA 2000-2001, la Champions League 2004-2005 e due Supercoppe UEFA (2001 e 2005). È inoltre primatista di reti (41) del club nelle competizioni UEFA per club.
Con la nazionale inglese ha esordito all'età di 20 anni ed ha partecipato ai campionati d'Europa del 2000, del 2004 e del 2012 e ai campionati del mondo del 2006, del 2010 e del 2014.

## Biografia
Steven Gerrard è sposato dal 16 giugno 2007 con la giornalista e modella inglese Alex Curran, con cui già conviveva dal 2002 e dalla quale ha avuto quattro figli: Lilly-Ella (2004), Lexie (2006), Lourdes (2011) e Lio (2017); la famiglia vive a Formby, non lontano da Liverpool.
Il fratello maggiore Paul è solo omonimo del portiere Paul William Gerrard, mentre il cugino Anthony si è ritirato nel 2020 ed è tesserato per la Federazione irlandese, benché nativo di Liverpool.
Nel settembre 2006 venne pubblicato Gerrard: My Autobiography, scritto in collaborazione con il giornalista Henry Winter, che l'anno successivo vinse il premio di «miglior libro di sport dell'anno nel Regno Unito». La dedica del libro è «io gioco per Jon-Paul», in onore del cugino Jon-Paul Gilhooley, morto all'età di dieci anni nella strage di Hillsborough del 15 aprile 1989. «È stata dura quando ho saputo che uno dei miei cugini aveva perso la vita, vedere la reazione della sua famiglia mi ha spinto a diventare il giocatore che sono oggi».
Il 29 dicembre 2008, alle 2:30 del mattino, è rimasto coinvolto in una rissa dai contorni non chiari, in un pub di Southport. Con lui sono state fermate altre cinque persone. Tra gli altri coinvolti, il locale DJ Marcus McGee, il quale ha sostenuto di essere stato colpito da Gerrard e di temere ritorsioni da parte di qualche fan sconsiderato del Liverpool per avere denunciato il capitano. Il 20 marzo 2009, l'accusa è stata derubricata da «aggressione» a «rissa» per tutti gli imputati coinvolti e, nella relativa seduta di giudizio del 3 aprile successivo, Gerrard ha rigettato anche tale fattispecie.
Il 24 luglio è stato dichiarato «non colpevole» dalla corte inglese. In tribunale Gerrard ha ammesso di aver colpito l'uomo per tre volte e di averlo fatto per legittima difesa: il capitano dei Reds ha così evitato una condanna di sei mesi di carcere.

## Caratteristiche tecniche
Centrale di centrocampo, poteva giocare come esterno e trequartista, caratteristiche che lo hanno portato a essere definito tra i giocatori più completi del panorama calcistico quando era in attività.
A livello professionistico esordì come cursore destro; tuttavia a causa del suo gioco particolarmente falloso, il rendimento non fu molto alto. Al riguardo, in un'intervista al Guardian del novembre 2008 celebrativa dei suoi primi dieci anni in Premier League, Gerrard ricordò come inizialmente non riuscisse a esprimersi al meglio nel ruolo assegnatogli; ciò nonostante, il Liverpool confidava sulla sua maturazione e lo ritirò dal mercato. Fu allora che iniziò a ritagliarsi il ruolo di centrocampista difensivo, più votato al recupero di palloni piuttosto che di sostegno al gioco d'attacco. L'evoluzione tattica proseguì l'anno seguente con l'impiego da centrocampista centrale e si ultimò - in seguito all'avvento di Benítez - con la collocazione in pianta stabile nel ruolo di trequartista a sostegno delle punte.
Tra i suoi punti di forza vi erano la precisione e la potenza nel tiro con entrambi i piedi (sebbene destro naturale), la capacità di dettare i tempi di manovra, l'abilità nei lanci lunghi, la propensione al gioco aereo e la capacità di inserimento in fase offensiva. In possesso di buone doti tecniche, gli venivano accreditate anche notevoli qualità difensive e di interdizione e di efficace supporto al reparto avanzato; inoltre, grazie alle sue capacità balistiche, trovava spesso il gol con soluzioni personali dalla media-lunga distanza (25-30 metri dalla porta avversaria). Grazie a queste caratteristiche, unite al grande temperamento, Gerrard era visto come un vero e proprio leader in campo.

## Carriera

### Giocatore

#### Club

##### Esordi
Nativo di Whiston, cittadina del Merseyside, da una famiglia da sempre tifosa del Liverpool, iniziò la sua esperienza calcistica nel Whiston Junior; intorno ai 7 anni venne notato da un talent scout che lo portò al Liverpool. In tale periodo Gerrard fu vicino al trasferimento ad altri club, tra cui il Manchester United, ma, come scrisse in un'autobiografia del 2006, la pressione esercitata dal Liverpool lo indusse a rimanere.

##### Liverpool

###### L'approdo al professionismo

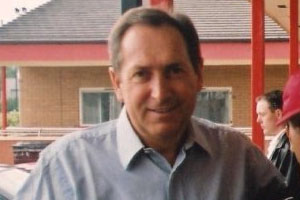
Gérard Houllier, allenatore di Gerrard dal 1998 al 2004.

Gerrard firmò il primo contratto professionistico il 5 novembre 1997, ed esordì in Premier League il 29 novembre 1998 contro il Blackburn, subentrando nel finale di partita a Vegard Heggem. Nella stagione di debutto totalizzò 13 presenze, spesso in sostituzione del capitano Jamie Redknapp, fuori squadra per infortunio.
Nell'annata 1999-2000 il tecnico Gérard Houllier utilizzò più frequentemente Gerrard, spesso schierandolo in coppia con il più esperto Redknapp nel ruolo di centrocampista centrale; tale stagione fu anche quella della prima espulsione in carriera, durante il derby del Merseyside contro l'Everton: subentrato a Robbie Fowler, si vide mostrare dall'arbitro Riley il cartellino rosso a causa di un intervento in ritardo su Kevin Campbell. Nella stessa stagione giunse il primo gol, in occasione del 4-1 inflitto allo Sheffield Wednesday. Quella fu anche la stagione in cui iniziò a soffrire per problemi alla schiena, in seguito diagnosticati dal consulente sportivo Hans-Wilhelm Müller-Wohlfahrt come il risultato di una crescita accelerata accompagnata da un'intensa attività agonistica durante l'adolescenza, nonché vari problemi all'inguine, che in seguito richiesero quattro interventi chirurgici.

###### I primi successi

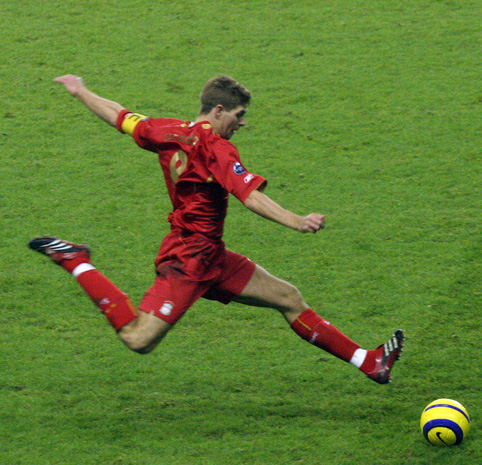
Steven Gerrard in azione contro il Real Betis.

Il palmarès di Gerrard iniziò ad arricchirsi a partire dalla stagione 2000-2001; l'ultimo trofeo del Liverpool, a livello nazionale, era stata la Coppa di Lega del 1995, l'ultimo titolo in Premier League risaliva al 1990, mentre in campo internazionale l'ultimo trofeo era stata la Coppa dei Campioni 1983-1984. In quella stagione, il Liverpool ottenne uno storico treble con le vittorie in FA Cup, in Coppa di Lega e in Coppa UEFA, quest'ultima vinta battendo nell'ordine Rapid Bucarest, Slovan Liberec, Olympiakos, Roma, Porto, Barcellona e, in finale, il Deportivo Alavés al golden gol. Fu per Gerrard un'annata caratterizzata dalla continuità; 50 presenze ufficiali e 10 gol, grazie a cui fu indicato come miglior giovane della Premier League. Ad arricchire il palmarès, nel corso dell'anno giunsero anche le vittorie nella Charity Shield e nella Supercoppa UEFA, quest'ultima conseguita sconfiggendo i campioni d'Europa del Bayern Monaco.
La successiva stagione 2002-2003 vide il giocatore conquistare con il Liverpool la Coppa di Lega. Nel novembre 2003, Gerrard rilevò dal finlandese Sami Hyypiä la fascia di capitano per volere dell'allenatore Houllier, al suo ultimo anno con i Reds, il quale sostenne come Steven avesse dimostrato fin da giovanissimo doti di leadership, doti che tuttavia all'epoca dovevano ancora maturare. Questo contribuì a consolidare il legame di Gerrard con la tifoseria del club, cosa che in seguito lo indusse a prolungare il contratto per altri quattro anni; la sua permanenza a Liverpool, a dispetto delle sue origini e del tifo familiare, non era affatto scontata: durante il mercato estivo del 2004 apparve probabile un suo futuro tra i londinesi del Chelsea. A confermare tale impressione anche le parole dello stesso giocatore che, una volta rinnovato il contratto, dichiarò al Guardian di aver, per la prima volta nella carriera, considerato l'eventualità di lasciare Liverpool; il club aveva appena rimpiazzato il tecnico Houllier con lo spagnolo Rafael Benítez, che convinse Gerrard a rinunciare all'offerta del Chelsea, disposto ad acquistarlo per 20 milioni di sterline (circa 23 milioni di euro).
(Steven Gerrard in un'intervista del 2005)
Da un sondaggio proposto nel 2006 ai tifosi dei Reds per stabilire quali fossero i cento giocatori più amati nella storia del club (100 players who shook the Kop), Gerrard risultò essere il secondo per preferenze dietro allo scozzese Kenny Dalglish e davanti a giocatori storici come Ian Rush e Kevin Keegan e ai più recenti Michael Owen e Robbie Fowler.

###### L'affermazione in Champions League
La stagione 2004-2005 iniziò, per diversi giocatori del Liverpool, con infortuni vari, e lo stesso Gerrard uscì di squadra a settembre nel corso di una partita contro il Manchester United, nuovamente per problemi all'inguine, e fu indisponibile per il club e per la Nazionale fino a tutto novembre. Tornato in squadra a dicembre, realizzò il gol decisivo per la qualificazione agli ottavi di finale di Champions League negli ultimi minuti dell'incontro con l'Olympiakos: «Non dico sia stata la mia miglior partita, ma sicuramente è stato il gol più importante che abbia mai segnato», disse dopo l'incontro vinto 3-1, che permetteva al Liverpool di avanzare nella competizione. Dopo aver eliminato ai quarti la Juventus e in semifinale il Chelsea, il Liverpool giunse alla sua prima finale per il titolo europeo vent'anni dopo la tragica serata di Bruxelles, quando la strage dell'Heysel costò al club il bando per 6 anni dalle competizioni internazionali. La partita decisiva per il titolo si tenne all'Atatürk di Istanbul contro il Milan: sotto per 0-3 alla fine del primo tempo, fu Gerrard a dare inizio alla straordinaria rimonta del Liverpool: al 54' siglò il gol dell'1-3 e, dopo il 2-3, subì fallo in area da Gattuso, procurando il rigore che Xabi Alonso ribatté in rete dopo la respinta di Dida. Con il risultato di 3-3 si andò ai calci di rigore, che videro il Liverpool segnarne tre contro i due dei rivali. Il Liverpool si laureò così campione d'Europa a 21 anni di distanza dalla sua ultima affermazione nel massimo trofeo continentale.
(Steven Gerrard, 25 maggio 2005, dopo la vittoria della Champions League contro il Milan)
Le prestazioni di Steven Gerrard nel corso di quella edizione della Champions League gli valsero il titolo di miglior giocatore del torneo. Alla fine dell'anno risultò terzo classificato nella graduatoria del Pallone d'oro 2005, che fu assegnato a Ronaldinho. Si impose inoltre come il miglior marcatore stagionale 2004-2005 del Liverpool con 13 reti, al pari dei compagni di squadra Milan Baroš e Luis García.

###### La conferma

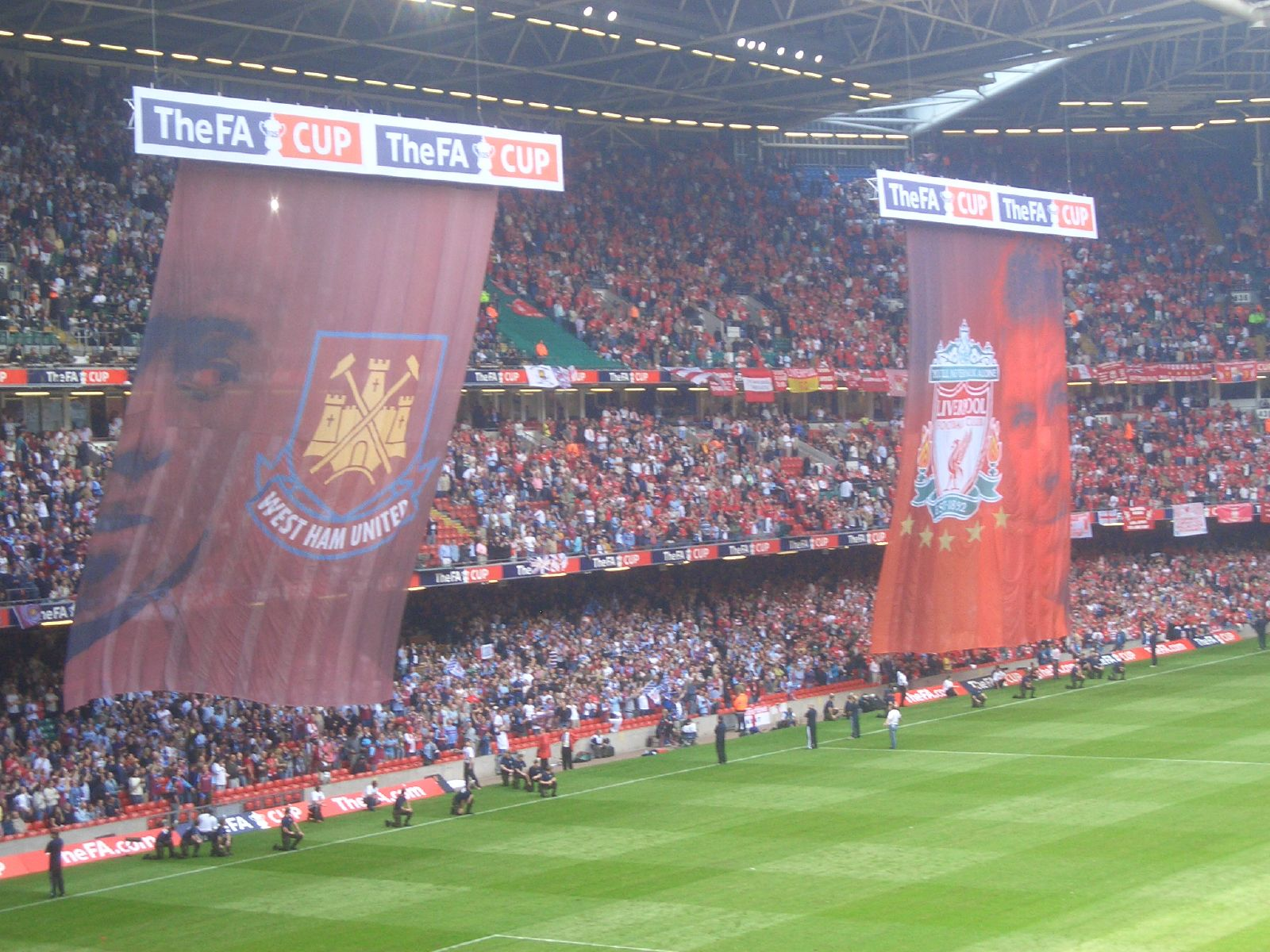
L'immagine di Gerrard a destra sulla bandiera del Liverpool prima dell'inizio della finale di FA Cup 2006 contro il West Ham.

Il Liverpool, pur campione d'Europa, dovette ripartire dai preliminari della successiva Champions League, in virtù del quinto posto nel campionato 2004-2005; Gerrard segnò cinque reti tra andata e ritorno del primo turno preliminare contro i gallesi del Total Network Solutions.
Nel prosieguo di stagione si confermò sui livelli espressi l'anno precedente, venendo eletto miglior giocatore della Premier League; al suo palmarès aggiunse un'altra FA Cup, vinta in finale contro il West Ham a Cardiff. La sua prestazione personale fu impreziosita da due gol, quelli del temporaneo 2-2 e del definitivo 3-3, quest'ultimo realizzato al 90' con un tiro da circa 35 metri. Grazie a tali marcature, divenne il primo e unico giocatore a realizzare almeno un gol sia nella finale di Coppa dei Campioni o Champions League che in quelle di Coppa d'Inghilterra e Coppa di Lega.
La stagione 2006-2007, che avrebbe portato alla seconda finale di Champions League in tre annate, si aprì con il successo nella Community Shield; nel corso della stagione il Liverpool disputò un campionato sempre dietro alle protagoniste, chiudendo al terzo posto finale. In Champions League la squadra vinse dapprima il proprio girone di qualificazione e, dopo avere eliminato negli ottavi di finale il Barcellona, nei quarti il PSV e in semifinale, ancora una volta, il Chelsea – regolato ai calci di rigore – ritrovò in finale il Milan, battuto due anni prima; in tale occasione furono tuttavia i rossoneri a prevalere per 2-1, prendendosi la rivincita.

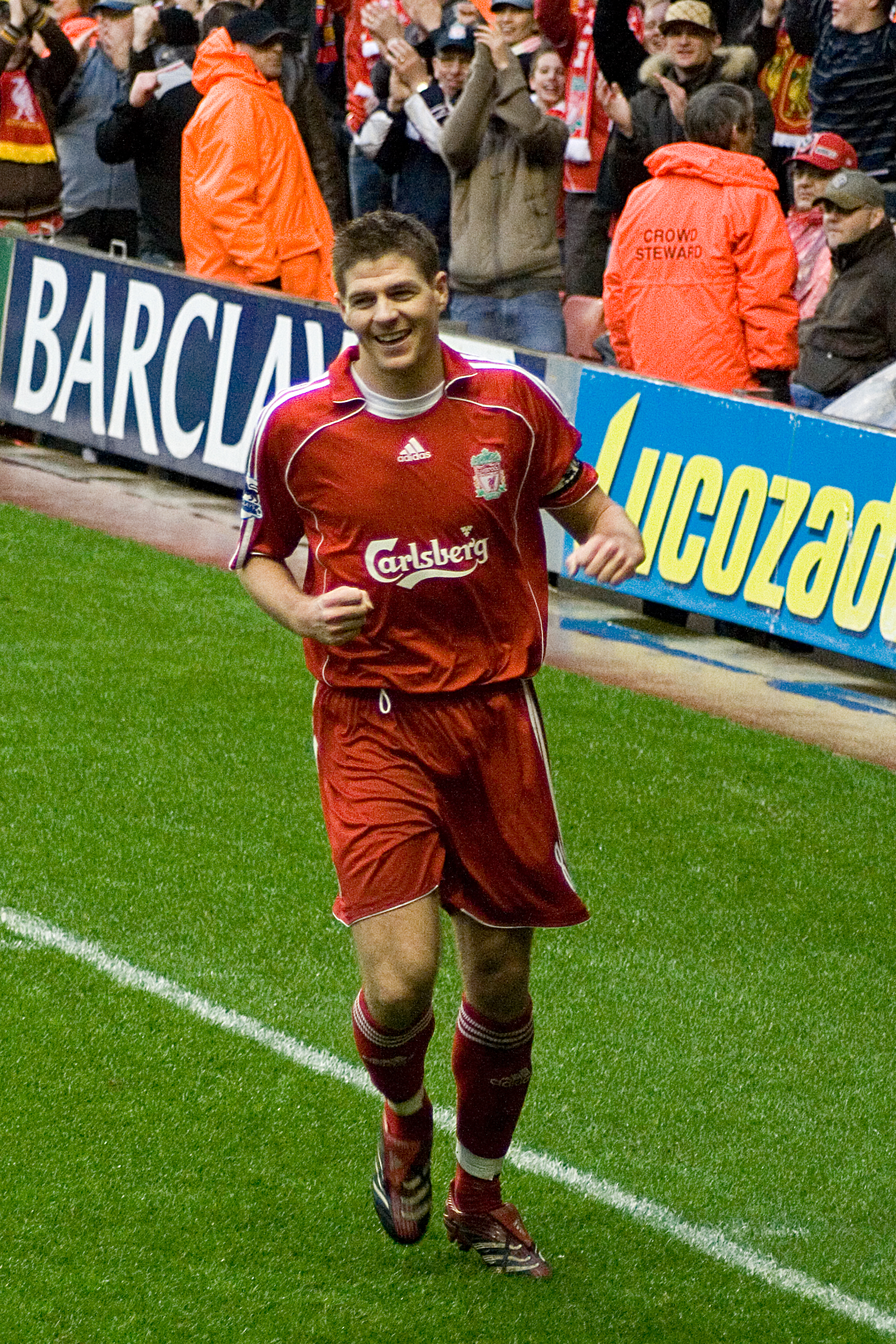
Gerrard celebra la rete del 4-0 contro lo Sheffield United nel campionato 2006-2007.

###### Nuovi traguardi
Nel 2007-2008 Gerrard raggiunse alcuni traguardi significativi per la sua carriera: il 28 ottobre disputò il suo 400º incontro ufficiale per il Liverpool nella partita di Premier League contro l'Arsenal, nella quale marcò anche un gol; un mese più tardi realizzò almeno una rete in tutte le partite di coppa e di campionato disputate ad Anfield, e l'11 dicembre, con il gol segnato al Marsiglia, divenne il primo Red dai tempi di John Aldridge (1989) a segnare in 7 incontri consecutivi del Liverpool. A fine mese fu inserito dall'autorevole quotidiano sportivo francese L'Équipe nella squadra ideale mondiale del 2007. Il 13 aprile 2008 scese in campo per la 300ª volta in Premier League, avversario di turno il Blackburn, battuto 3-1. A fine stagione realizzò il suo personale record di 21 reti, anche se il miglior realizzatore del Liverpool quell'anno fu Fernando Torres con 33. Un nuovo intervento chirurgico all'inguine nell'estate del 2008 ritardò la preparazione di Gerrard, che si aggregò alla squadra solo a settembre.
Il 1º ottobre, il giocatore mise a segno il suo 100º gol con il Liverpool nella gara contro il PSV Eindhoven, valida per la fase a gironi della Champions League. In virtù delle sue prestazioni, fu inserito a fine anno tra gli 11 giocatori della squadra del 2008 del campionato inglese, ricevendo anche la nomination come miglior giocatore in assoluto insieme a Torres.
Il 10 marzo 2009, in occasione del ritorno ad Anfiel Road degli ottavi di finale di Champions League contro il Real Madrid, contribuì con due reti alla vittoria del Liverpool per 4-0 ad Anfield, festeggiando nell'occasione le sue 100 presenze nelle Coppe europee, tutte con il Liverpool. Quattro giorni dopo realizzò la sua prima rete all'Old Trafford, stadio nel quale non aveva mai segnato, contribuendo al successo dei Reds con un netto 4-1 sul Manchester Utd.
A seguito di tali prestazioni, l'ex calciatore francese Zinédine Zidane dichiarò che Gerrard era il più forte giocatore al mondo.
Il 22 marzo successivo siglò la prima tripletta in campionato, nella vittoria degli uomini di Benítez sull'Aston Villa per 5-0.

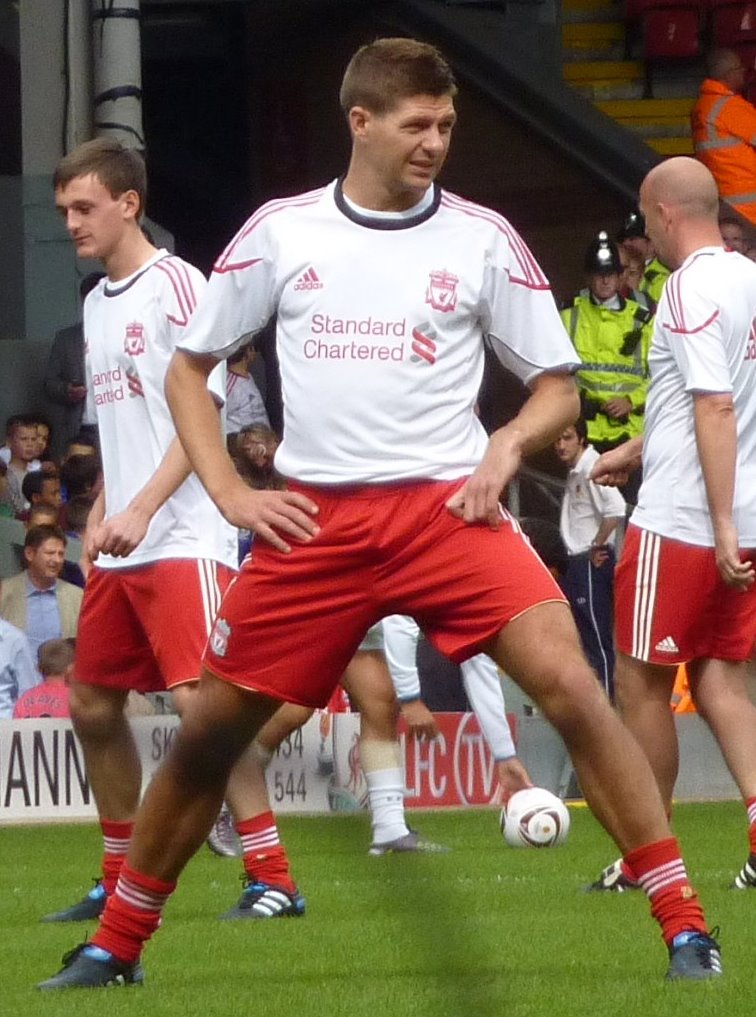
Gerrard ad Anfield nel riscaldamento di un'amichevole del 2010 in onore di Jamie Carragher.

Divenuto ormai il giocatore-simbolo del Liverpool, Steven Gerrard firmò il 3 aprile 2009 un prolungamento di contratto quadriennale, che lo avrebbe legato ai Reds fino a tutta la stagione 2012-2013. L'annata 2008-2009 terminò con 24 gol totali, record personale, e il club si piazzò al secondo posto in campionato alle spalle del Manchester Utd, miglior risultato dalla stagione 2001-2002. Il 16 giugno manifestò l'intenzione di chiudere la carriera nel Liverpool, ventilando la possibilità che quello in corso avrebbe potuto essere il suo ultimo contratto: «Avrò 33 anni nel 2013, e non credo proprio che andrò avanti. Ho sempre saputo che l'inizio e la fine della mia carriera sarebbero stati in un unico club, e non mi vedo con un'altra maglia».

###### Cambi di gestione tecnica
Al termine della stagione 2009-2010, conclusasi per Gerrard con l'eliminazione dalla Europa League a opera dei futuri campioni dell'Atletico Madrid, Rafael Benítez fu scelto dall'Inter per sostituire José Mourinho e lasciò il posto a Roy Hodgson.
Il nuovo allenatore rassicurò immediatamente i tifosi sulla permanenza di Gerrard dopo che si erano diffuse voci su un suo trasferimento al Real Madrid, dichiarando: «Gerrard non è in vendita, ho parlato con lui di questo e ho chiarito».
La stagione di Gerrard, la tredicesima con il Liverpool, venne condizionata dagli infortuni. Il primo, occorsogli in Nazionale durante l'amichevole con la Francia in novembre, lo tenne fermo un mese e costrinse la Federazione inglese a versare un indennizzo di circa mezzo milione di sterline nelle casse del Liverpool. Il secondo giunse a febbraio durante la partita contro il Chelsea e lo obbligò a sottoporsi a un intervento chirurgico agli adduttori; più di un mese dopo ebbe una ricaduta in allenamento che lo estromise dai campi di gioco fino alla stagione successiva.
Per il Liverpool, che a gennaio aveva sostituito Hodgson con Kenny Dalglish, l'annata si concluse al di sotto delle aspettative, con il 6º posto in Premier League e l'eliminazione agli ottavi di finale di Europa League.
L'infortunio agli adduttori lo costrinse saltare l'inizio della stagione 2011-2012. In estate aveva rifiutato un'offerta del Bayern Monaco e giustificò la scelta dichiarando che intendeva vincere qualche trofeo con il Liverpool, dove riuscire nell'intento era più difficile e gli avrebbe dato maggiori soddisfazioni. In ottobre disputò la prima partita intera in prima squadra dopo gli infortuni, segnando su punizione il gol nel pareggio 1-1 con il Manchester United.
Gerrard tornò dopo circa sei anni a sollevare un trofeo per il Liverpool il 26 febbraio 2012, in occasione della finale di Football League Cup 2011-2012 vinta a Wembley contro il Cardiff City ai calci di rigore, malgrado il suo errore nel primo dei cinque tiri dal dischetto. Il mese precedente, a poche ore dalla rete che aveva sancito la vittoria del Liverpool nella semifinale di andata della stessa competizione, all'Etihad Stadium contro il Manchester City, Gerrard aveva firmato un contratto "a lungo termine" con i Reds, accettando eventuali incarichi dirigenziali una volta terminata la carriera agonistica. In marzo festeggiò la quattrocentesima gara in Premier con il Liverpool segnando una tripletta nella vittoria 3-0 nel derby con l'Everton. L'ennesimo campionato deludente, chiuso all'ottavo posto, costò la panchina a Dalglish, sostituito nel maggio 2012 da Brendan Rodgers.

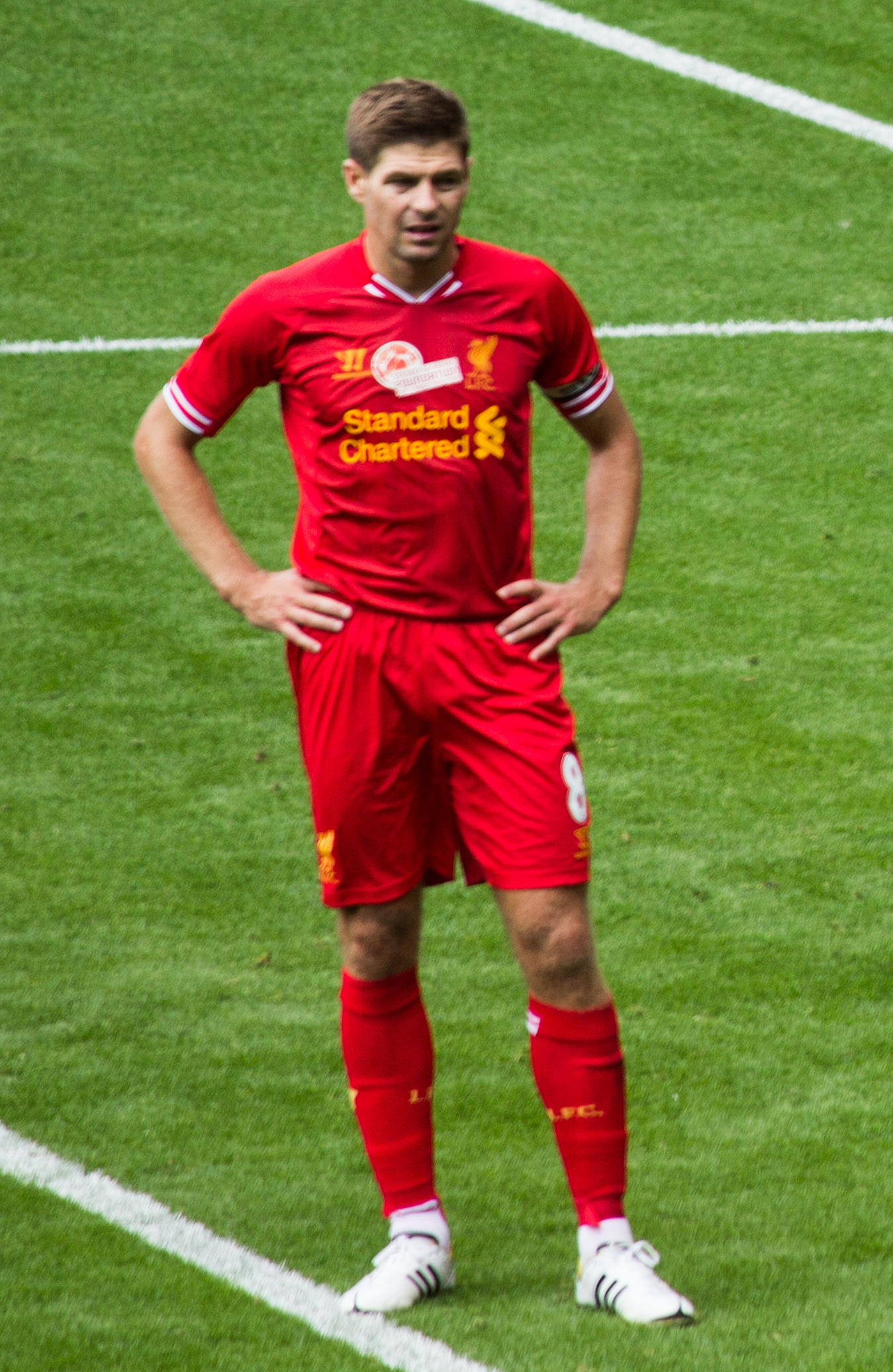
Gerrard nel testimonial match organizzato in suo onore dal Liverpool nell'agosto 2013.

Il 18 agosto 2012, Gerrard giocò la duecentocinquantesima gara da capitano dei Reds. In settembre mise a segno il suo primo gol del campionato 2012-2013, aprendo le marcature nella gara persa 2-1 contro il Manchester United. La stagione 2012-2013, la prima con Rodgers in panchina, si chiuse senza successi, con il settimo posto in Premier e le premature eliminazioni da tutte le coppe. In estate, Gerrard prolungò nuovamente il contratto con il Liverpool. Il club rese omaggio alla sua carriera organizzando in suo onore un cosiddetto testimonial match contro l'Olimpiakos, vinto 2-0 dal Liverpool ad Anfield Road il 3 agosto 2013, a cui parteciparono anche gli ex Jamie Carragher e Robbie Fowler. Come vuole la tradizione inglese per questo tipo di amichevoli, l'incasso spettò a Gerrard, che lo avrebbe in seguito devoluto in beneficenza attraverso la Fondazione Alder Hey di cui fa parte.
Nell'ottobre del 2013, con il gol segnato al Crystal Palace, divenne il primo giocatore del Liverpool a segnare in 15 campionati consecutivi, togliendo il record alla vecchia gloria Billy Liddell. Lo stesso mese siglò il suo centesimo gol in Premier League. Il 16 marzo realizzò due rigori e ne sbagliò un terzo nella vittoria per 3-0 del Liverpool in casa del Manchester United La grande rimonta del Liverpool in campionato fu coronata il 6 aprile con la vittoria 2-1 sul West Ham United, grazie a due rigori realizzati da Gerrard, che consentirono alla squadra di andare al comando della Premier e a lui di superare Dalglish nella classifica dei cannonieri del Liverpool di tutti i tempi.
Quando la squadra sembrava destinata a vincere il campionato, a distanza di 24 anni dall'ultima affermazione, Gerrard commise l'errore decisivo che permise al Chelsea di espugnare l'Anfield e al Manchester City di vincere la Premier. In testa alla classifica alla terzultima di campionato, al Liverpool serviva una vittoria interna per mantenere il margine di vantaggio su Chelsea e Manchester City, ma una clamorosa scivolata di Gerrard dopo aver fallito un innocuo stop permise a Demba Ba di presentarsi solo davanti alla porta e a dare il vantaggio al Chelsea, che avrebbe chiuso la gara segnando il 2-0 in contropiede negli ultimi minuti. Malgrado il fatale errore, fu comunque uno dei candidati al premio per il miglior giocatore della Premier in quella stagione. Il 2 gennaio 2015, in una nota pubblicata sul sito ufficiale del Liverpool, viene annunciato che al termine della stagione lascerà i Reds dopo 17 stagioni, di cui 12 da capitano. Gioca la sua ultima partita con i Reds il 24 maggio, nell'ultima giornata di Premier League, segnando il gol del temporaneo 5-1 nella pesante sconfitta (6-1) subita sul campo dello Stoke City. Conclude così la sua esperienza con il Liverpool dopo aver collezionato in tutto 710 presenze (di cui 473 da capitano), segnato 186 gol e vinto 11 trofei.

##### Los Angeles Galaxy e ritiro

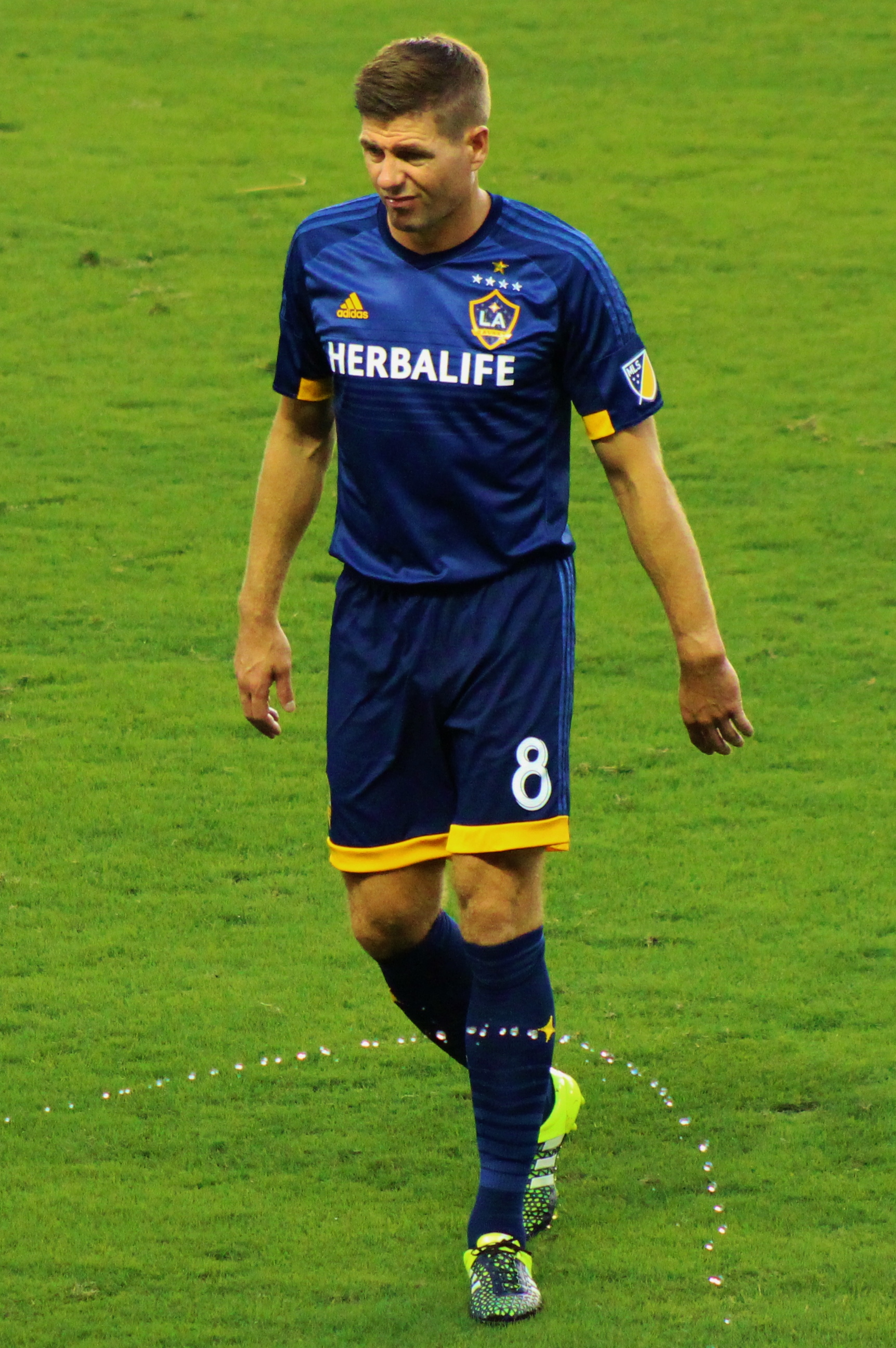
Gerrard con la maglia dei nel 2015.

Il 7 gennaio 2015 viene annunciato che, alla scadenza del suo contratto con il Liverpool, passerà ai Los Angeles Galaxy a titolo gratuito; con la società statunitense firma un contratto pluriennale da designated player. Il 5 febbraio viene annunciato che continuerà a vestire la maglia numero 8, la stessa che ha indossato con il Liverpool fin dal 2004.
Fa il suo esordio con la nuova maglia il 14 luglio, giocando 45 minuti nei quarti di finale di US Open Cup che hanno visto i Galaxy uscire sconfitti per 1-0 dal Real Salt Lake. Il 17 luglio seguente debutta anche in MLS giocando per 88 minuti nel California clásico, vinto 5-2 contro i San Jose Earthquakes, durante il quale si procura un rigore quando i Galaxy erano sotto di due gol, segna il suo primo gol in terra americana siglando il momentaneo 2-2 e serve un assist su punizione a Robbie Keane nella ripresa.
Il 15 novembre 2016 il club di Los Angeles annuncia che il giocatore lascerà la squadra al termine del contratto, previsto per la fine dell'anno; Gerrard conclude quindi l'avventura con i Galaxy con un totale di 39 partite ufficiali disputate nelle quali ha segnato 5 gol e fornito 14 assist. Il 24 novembre Gerrard annuncia il ritiro dal calcio giocato; tra club e Nazionale ha messo insieme 874 partite e 212 gol con 11 trofei vinti. Il 24 maggio 2017 gioca la sua partita d'addio con i Reds in Australia nell'amichevole contro il Sydney.

#### Nazionale

##### L'esordio
L'esordio in nazionale giunse il 31 maggio 2000 contro l'Ucraina; ben presto affinò l'intesa con il compagno di reparto Frank Lampard del Chelsea, altro giocatore di gran talento, formando una coppia di centrocampo considerata tra le migliori al mondo.
Fu convocato per il campionato d'Europa 2000, nel quale fu schierato in una sola occasione, peraltro memorabile, dacché coincise con la prima vittoria degli inglesi sulla Germania in gara ufficiale dal campionato del mondo 1966, anche se entrambe le formazioni sarebbero state poi eliminate nella prima fase.
Ancora alla Nazionale tedesca è legato un altro episodio importante della carriera internazionale di Gerrard, nella partita a Monaco di Baviera del 1º settembre 2001 valida per la qualificazione al campionato del mondo 2002: realizzò il suo primo gol per l'Inghilterra che inflisse ai tedeschi una pesante sconfitta per 5-1 all'Olympiastadion.

##### Le spedizioni europee e mondiali

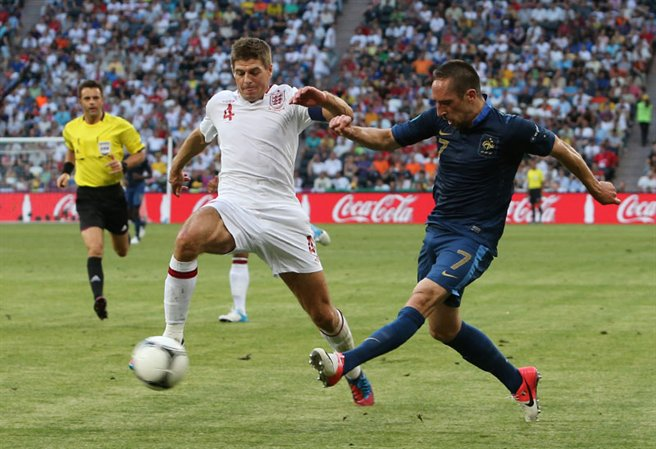
Gerrard e Franck Ribéry (a destra) durante Francia-Inghilterra di Euro 2012.

Con l'avvento sulla panchina della Nazionale inglese di Sven-Göran Eriksson, Gerrard fu utilizzato in pianta stabile a centrocampo ma non poté prendere parte al campionato del mondo 2002 a causa di un problema all'inguine occorsogli a fine stagione.
Al campionato d'Europa 2004 Gerrard era in piena forma e scese in campo in tutti gli incontri; segnò un gol nella fase a gironi contro la Svizzera, ma l'Inghilterra uscì ai quarti di finale contro il Portogallo.
Due anni più tardi, sempre sotto la direzione tecnica di Eriksson, fu convocato per il campionato del mondo 2006, il suo primo.
Ancora una volta l'Inghilterra si fermò ai quarti di finale, di nuovo ai rigori contro il Portogallo: tra i tiratori inglesi che fallirono vi fu Gerrard, che si fece respingere il pallone da Ricardo.
Nonostante la buona prestazione individuale (due gol, miglior marcatore per la sua squadra), Gerrard patì la mancanza di idee della squadra, definita incapace di creare gioco e condannata all'ennesima spedizione fallimentare, dopo quella in Portogallo di due anni prima, quella al mondiale in Corea del Sud e Giappone del 2002 e quella dell'Europeo del 2000 in Belgio e Paesi Bassi.
Dimessosi Eriksson dopo l'eliminazione, nel settembre 2006 il nuovo commissario tecnico Steve McClaren designò Gerrard vice-capitano della Nazionale.

##### Il periodo con Capello
La mancata qualificazione dell'Inghilterra al campionato d'Europa 2008 portò all'esonero di McClaren e l'incarico fu assunto dall'italiano Fabio Capello, che affidò a Gerrard la fascia di capitano per l'amichevole del 6 febbraio 2008 contro la Svizzera, anche se in seguito l'avrebbe ridata a John Terry.
A seguito delle rivelazioni sulla vita privata del difensore del Chelsea, Capello gli preferì Rio Ferdinand e promosse Gerrard vice-capitano.
Nella gara d'esordio del campionato del mondo 2010 Gerrard, capitano della Nazionale dopo l'infortunio di Ferdinand, marcò contro gli Stati Uniti la prima delle tre reti segnate dagli inglesi durante la manifestazione.
Superata la fase a gironi come seconda classificata, la formazione di Capello venne estromessa dal torneo agli ottavi di finale per mano della Germania (1-4 in favore dei tedeschi il risultato dell'incontro di Bloemfontein).
Al termine della competizione il centrocampista inglese, parte della cosiddetta «Generazione d'oro» (lett. Golden Generation), si è messo a disposizione del selezionatore per i futuri impegni dell'Inghilterra.

##### La nomina a capitano

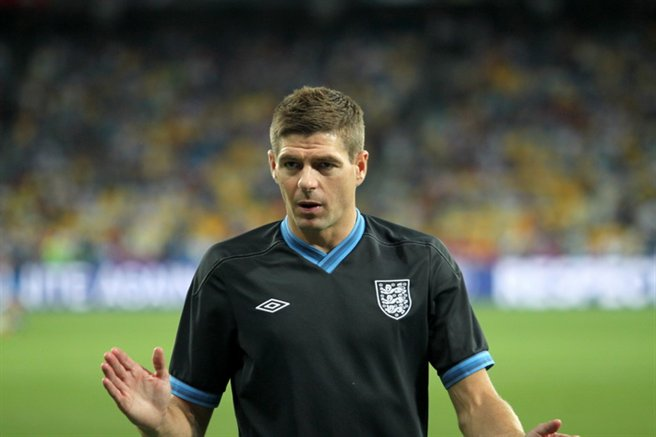
Gerrard a Euro 2012, prima del match perso contro l'.

Ancora uno scandalo che coinvolse Terry, accusato di insulti razzisti nei confronti di Anton Ferdinand, diede a Gerrard la possibilità di indossare la fascia di capitano; ciò avvenne in concomitanza con le dimissioni di Capello, in disaccordo con la Federazione sull'affare Terry, e con la chiamata di Roy Hogdson.
Nel girone di qualificazione del campionato d'Europa 2012, il centrocampista mise in mostra un'eccellente condizione, fornendo in tre partite diverse tre assist, a Lescott, Carroll e Rooney. Il rendimento di Gerrard fu esaltato dalla disposizione e dai movimenti degli uomini in campo, nonché dall'intesa con il centrocampista del Tottenham Scott Parker, sostituto dell'indisponibile Lampard.
Non bastò, tuttavia, a superare nei quarti di finale l'Italia, che passò il turno ai calci di rigore. Ciò non gli ha impedito di entrare nella migliore squadra del torneo. Il 19 novembre 2013, nell'occasione dell'amichevole giocatasi a Wembley persa contro la Germania (0-1), raggiunge Bobby Moore al terzo posto della classifica all-time per numero di presenze nella nazionale inglese.
Il CT Hodgson gli affidò la fascia di capitano anche nella disastrosa spedizione al campionato del mondo 2014, in cui la nazionale inglese fu eliminata dopo solo due partite nella fase a gruppi, come non le succedeva dal campionato del mondo 1958. Dopo la sconfitta per 2-1 nell'esordio con l'Italia, nella seconda partita Gerrard ebbe delle responsabilità su entrambi i gol del compagno al Liverpool Suárez, che fissarono il risultato finale di 2-1 in favore dell'Uruguay e decretarono l'eliminazione degli inglesi. Nell'ultima partita, disputata contro la Costa Rica, venne nominato capitano il rientrante Frank Lampard e Gerrard entrò come sostituto nel secondo tempo.
Il 21 luglio successivo annuncia il ritiro dalla nazionale, di cui è diventato il terzo per numero di partite disputate, con 114 presenze, ed il 22º marcatore con 21 reti.

### Allenatore

#### Inizi
Il 20 gennaio 2017 viene annunciato il suo ingresso nell'academy del Liverpool come vice allenatore, ottenendo, il 7 settembre seguente, la panchina Under-18 dei Reds. Esordisce nel pareggio per 1-1 contro il Derby County per il campionato di categoria. Partecipa poi alla UEFA Youth League dove, nei quarti di finale, viene eliminato ai rigori dal Manchester City. Conclude il campionato al terzo posto, alle spalle delle due squadre di Manchester.

#### Rangers
Il 4 maggio 2018 diventa il nuovo tecnico dei Rangers, firmando un quadriennale.
I primi due anni arriva 2º in campionato dietro al Celtic campione perdendo, sempre contro gli hoops, la finale di Scottish League Cup 2019 per 1-0. Il 7 marzo 2021 vince il campionato con 6 giornate di anticipo, grazie ai 20 punti di vantaggio sul Celtic. Il cammino in Europa, invece, è meno fortunato: in tre anni consecutivi di UEFA Europa League riesce a raggiungere solo gli ottavi di finale. Conclude l'esperienza azzurra con 187 partite giocate, 123 vinte, 41 pareggiate e 23 perse.

#### Aston Villa
L'11 novembre 2021, a fronte di un indennizzo corrisposto a favore del club scozzese, viene annunciato come nuovo tecnico dell'Aston Villa, quartultimo in Premier, in sostituzione di Dean Smith, con cui firma un contratto di 2 anni e mezzo. Il 20 novembre al debutto vince per 2-0 contro il Brighton. In FA Cup si ferma al terzo turno venendo eliminato dal Manchester Utd, mentre termina il campionato al 14º posto, 10 punti sopra la zona retrocessione.
Il 20 ottobre 2022, in seguito ad una sconfitta per 3-0 in casa del neopromosso Fulham e in virtù dei deludenti risultati ottenuti dall'inizio della stagione, viene sollevato dall'incarico, lasciando la squadra al 17º posto, con 9 punti raccolti in 11 partite.

#### Al-Ettifaq
Il 3 luglio 2023 viene nominato come nuovo allenatore dell'Al-Ettifaq. L'ottimo avvio di stagione, gli vale il rinnovo fino al 30 giugno 2027 del proprio contratto con la squadra saudita che, al termine della stagione, guida al 6º posto nella classifica finale di campionato. La stagione seguente però, i risultati negativi ed il 12º posto in classifica, il 30 gennaio 2025 lo portano a risolvere consensualmente il contratto con la società araba.

## Statistiche
Con la maglia del Liverpool Gerrard ha disputato 504 incontri di Premier League (3º giocatore del club per presenze in tale competizione) e segnato 120 gol (8º fra i giocatori del Liverpool) e, più in generale, ha disputato 710 incontri ufficiali (3º assoluto nella lista dei giocatori del club) e segnato 186 gol (5º assoluto fra i giocatori del Liverpool).

### Presenze e reti nei club
Statistiche aggiornate al termine della carriera da calciatore.
| Stagione           | Squadra            | Campionato         | Campionato | Campionato | Coppe nazionali | Coppe nazionali | Coppe nazionali | Coppe continentali | Coppe continentali | Coppe continentali | Altre coppe | Altre coppe | Altre coppe | Totale | Totale |
| Stagione           | Squadra            | Comp               | Pres       | Reti       | Comp            | Pres            | Reti            | Comp               | Pres               | Reti               | Comp        | Pres        | Reti        | Pres   | Reti   |
| ------------------ | ------------------ | ------------------ | ---------- | ---------- | --------------- | --------------- | --------------- | ------------------ | ------------------ | ------------------ | ----------- | ----------- | ----------- | ------ | ------ |
| 1998-1999          | Liverpool          | PL                 | 12         | 0          | FACup+CdL       | 0               | 0               | CU                 | 1                  | 0                  | -           | -           | -           | 13     | 0      |
| 1999-2000          | Liverpool          | PL                 | 29         | 1          | FACup+CdL       | 2+0             | 0               | -                  | -                  | -                  | -           | -           | -           | 31     | 1      |
| 2000-2001          | Liverpool          | PL                 | 33         | 7          | FACup+CdL       | 4+4             | 1+0             | CU                 | 9                  | 2                  | -           | -           | -           | 50     | 10     |
| 2001-2002          | Liverpool          | PL                 | 28         | 3          | FACup+CdL       | 2+0             | 0               | UCL                | 14                 | 1                  | CS+SU       | 0+1         | 0           | 45     | 4      |
| 2002-2003          | Liverpool          | PL                 | 34         | 5          | FACup+CdL       | 2+6             | 0+2             | UCL+CU             | 5+6                | 0                  | CS          | 1           | 0           | 54     | 7      |
| 2003-2004          | Liverpool          | PL                 | 34         | 4          | FACup+CdL       | 3+2             | 0               | CU                 | 8                  | 2                  | -           | -           | -           | 47     | 6      |
| 2004-2005          | Liverpool          | PL                 | 30         | 7          | FACup+CdL       | 0+3             | 0+2             | UCL                | 10                 | 4                  | -           | -           | -           | 43     | 13     |
| 2005-2006          | Liverpool          | PL                 | 32         | 10         | FACup+CdL       | 6+1             | 4+1             | UCL                | 12                 | 7                  | SU+Cmc      | 0+2         | 0+1         | 53     | 23     |
| 2006-2007          | Liverpool          | PL                 | 36         | 7          | FACup+CdL       | 1+1             | 0+1             | UCL                | 12                 | 3                  | CS          | 1           | 0           | 51     | 11     |
| 2007-2008          | Liverpool          | PL                 | 34         | 11         | FACup+CdL       | 3+2             | 3+1             | UCL                | 13                 | 6                  | -           | -           | -           | 52     | 21     |
| 2008-2009          | Liverpool          | PL                 | 31         | 16         | FACup+CdL       | 3+0             | 1+0             | UCL                | 10                 | 7                  | -           | -           | -           | 44     | 24     |
| 2009-2010          | Liverpool          | PL                 | 33         | 9          | FACup+CdL       | 2+1             | 1+0             | UCL+UEL            | 5+8                | 0+2                | -           | -           | -           | 49     | 12     |
| 2010-2011          | Liverpool          | PL                 | 21         | 4          | FACup+CdL       | 1+0             | 0               | UEL                | 2                  | 4                  | -           | -           | -           | 24     | 8      |
| 2011-2012          | Liverpool          | PL                 | 18         | 5          | FACup+CdL       | 6+4             | 2+2             | -                  | -                  | -                  | -           | -           | -           | 28     | 9      |
| 2012-2013          | Liverpool          | PL                 | 36         | 9          | FACup+CdL       | 1+1             | 0               | UEL                | 8                  | 1                  | -           | -           | -           | 46     | 10     |
| 2013-2014          | Liverpool          | PL                 | 34         | 13         | FACup+CdL       | 3+2             | 1+0             | -                  | -                  | -                  | -           | -           | -           | 39     | 14     |
| 2014-2015          | Liverpool          | PL                 | 29         | 9          | FACup+CdL       | 3+3             | 2+0             | UCL+UEL            | 6+0                | 2                  | -           | -           | -           | 41     | 13     |
| Totale Liverpool   | Totale Liverpool   | Totale Liverpool   | 504        | 120        |                 | 72              | 24              |                    | 129                | 41                 |             | 5           | 1           | 710    | 186    |
| lug. -dic.2015     | L.A. Galaxy        | MLS                | 13+1       | 2+0        | USOC            | 1               | 0               | CCL                | 0                  | 0                  | -           | -           | -           | 15     | 2      |
| 2016               | L.A. Galaxy        | MLS                | 21+1       | 3+0        | USOC            | 0               | 0               | CCL                | 2                  | 0                  | -           | -           | -           | 24     | 3      |
| Totale L.A. Galaxy | Totale L.A. Galaxy | Totale L.A. Galaxy | 34+2       | 5+0        |                 | 1               | 0               |                    | 2                  | 0                  |             | -           | -           | 39     | 5      |
| Totale carriera    | Totale carriera    | Totale carriera    | 538+2      | 125+0      |                 | 73              | 24              |                    | 131                | 41                 |             | 5           | 1           | 749    | 191    |

È il 4º calciatore in assoluto per presenze nella Nazionale dei Tre leoni (114), oltre a essere il 1º nella classifica di apparizioni, limitatamente ai soli tesserati del Liverpool.

### Cronologia presenze e reti in nazionale
| Cronologia completa delle presenze e delle reti in nazionale ― Inghilterra | Cronologia completa delle presenze e delle reti in nazionale ― Inghilterra | Cronologia completa delle presenze e delle reti in nazionale ― Inghilterra | Cronologia completa delle presenze e delle reti in nazionale ― Inghilterra | Cronologia completa delle presenze e delle reti in nazionale ― Inghilterra | Cronologia completa delle presenze e delle reti in nazionale ― Inghilterra | Cronologia completa delle presenze e delle reti in nazionale ― Inghilterra | Cronologia completa delle presenze e delle reti in nazionale ― Inghilterra |
| Data                                                                       | Città                                                                      | In casa                                                                    | Risultato                                                                  | Ospiti                                                                     | Competizione                                                               | Reti                                                                       | Note                                                                       |
| -------------------------------------------------------------------------- | -------------------------------------------------------------------------- | -------------------------------------------------------------------------- | -------------------------------------------------------------------------- | -------------------------------------------------------------------------- | -------------------------------------------------------------------------- | -------------------------------------------------------------------------- | -------------------------------------------------------------------------- |
| 31-5-2000                                                                  | Londra                                                                     | Inghilterra                                                                | 2 – 0                                                                      | Ucraina                                                                    | Amichevole                                                                 | -                                                                          | 81’                                                                        |
| 17-6-2000                                                                  | Charleroi                                                                  | Inghilterra                                                                | 1 – 0                                                                      | Germania                                                                   | Euro 2000 - 1º turno                                                       | -                                                                          | 61’                                                                        |
| 24-3-2001                                                                  | Liverpool                                                                  | Inghilterra                                                                | 2 – 1                                                                      | Finlandia                                                                  | Qual. Mondiali 2002                                                        | -                                                                          |                                                                            |
| 25-5-2001                                                                  | Derby                                                                      | Inghilterra                                                                | 4 – 0                                                                      | Messico                                                                    | Amichevole                                                                 | -                                                                          | 46’                                                                        |
| 6-6-2001                                                                   | Atene                                                                      | Grecia                                                                     | 0 – 2                                                                      | Inghilterra                                                                | Qual. Mondiali 2002                                                        | -                                                                          |                                                                            |
| 1-9-2001                                                                   | Monaco di Baviera                                                          | Germania                                                                   | 1 – 5                                                                      | Inghilterra                                                                | Qual. Mondiali 2002                                                        | 1                                                                          | 78’                                                                        |
| 5-9-2001                                                                   | Newcastle                                                                  | Inghilterra                                                                | 2 – 0                                                                      | Albania                                                                    | Qual. Mondiali 2002                                                        | -                                                                          | 45’ 83’                                                                    |
| 6-10-2001                                                                  | Manchester                                                                 | Inghilterra                                                                | 2 – 2                                                                      | Grecia                                                                     | Qual. Mondiali 2002                                                        | -                                                                          |                                                                            |
| 13-2-2002                                                                  | Amsterdam                                                                  | Paesi Bassi                                                                | 1 – 1                                                                      | Inghilterra                                                                | Amichevole                                                                 | -                                                                          | 77’                                                                        |
| 17-4-2002                                                                  | Liverpool                                                                  | Inghilterra                                                                | 4 – 0                                                                      | Paraguay                                                                   | Amichevole                                                                 | -                                                                          | 46’                                                                        |
| 7-9-2002                                                                   | Birmingham                                                                 | Inghilterra                                                                | 1 – 1                                                                      | Portogallo                                                                 | Amichevole                                                                 | -                                                                          | 46’                                                                        |
| 12-10-2002                                                                 | Bratislava                                                                 | Slovacchia                                                                 | 1 – 2                                                                      | Inghilterra                                                                | Qual. Euro 2004                                                            | -                                                                          | 42’ 78’                                                                    |
| 16-10-2002                                                                 | Southampton                                                                | Inghilterra                                                                | 2 – 2                                                                      | Macedonia                                                                  | Qual. Euro 2004                                                            | 1                                                                          | 55’                                                                        |
| 29-3-2003                                                                  | Vaduz                                                                      | Liechtenstein                                                              | 0 – 2                                                                      | Inghilterra                                                                | Qual. Euro 2004                                                            | -                                                                          | 65’                                                                        |
| 2-4-2003                                                                   | Sunderland                                                                 | Inghilterra                                                                | 2 – 0                                                                      | Turchia                                                                    | Qual. Euro 2004                                                            | -                                                                          |                                                                            |
| 22-5-2003                                                                  | Durban                                                                     | Sudafrica                                                                  | 1 – 2                                                                      | Inghilterra                                                                | Amichevole                                                                 | -                                                                          | 82’                                                                        |
| 3-6-2003                                                                   | Leicester                                                                  | Inghilterra                                                                | 2 – 1                                                                      | Serbia e Montenegro                                                        | Amichevole                                                                 | 1                                                                          | 46’                                                                        |
| 11-6-2003                                                                  | Middlesbrough                                                              | Inghilterra                                                                | 2 – 1                                                                      | Slovacchia                                                                 | Qual. Euro 2004                                                            | -                                                                          |                                                                            |
| 20-8-2003                                                                  | Ipswich                                                                    | Inghilterra                                                                | 3 – 1                                                                      | Croazia                                                                    | Amichevole                                                                 | -                                                                          | 67’ 81’                                                                    |
| 10-9-2003                                                                  | Manchester                                                                 | Inghilterra                                                                | 2 – 0                                                                      | Liechtenstein                                                              | Qual. Euro 2004                                                            | -                                                                          | 58’                                                                        |
| 11-10-2003                                                                 | Istanbul                                                                   | Turchia                                                                    | 0 – 0                                                                      | Inghilterra                                                                | Qual. Euro 2004                                                            | -                                                                          |                                                                            |
| 31-3-2004                                                                  | Göteborg                                                                   | Svezia                                                                     | 1 – 0                                                                      | Inghilterra                                                                | 100º anniversario Federazione Svedese                                      | -                                                                          | cap. 60’                                                                   |
| 1-6-2004                                                                   | Manchester                                                                 | Inghilterra                                                                | 1 – 1                                                                      | Giappone                                                                   | Amichevole                                                                 | -                                                                          | 82’                                                                        |
| 5-6-2004                                                                   | Manchester                                                                 | Inghilterra                                                                | 6 – 1                                                                      | Islanda                                                                    | Amichevole                                                                 | -                                                                          | 46’                                                                        |
| 13-6-2004                                                                  | Lisbona                                                                    | Francia                                                                    | 2 – 1                                                                      | Inghilterra                                                                | Euro 2004 - 1º turno                                                       | -                                                                          |                                                                            |
| 17-6-2004                                                                  | Coimbra                                                                    | Inghilterra                                                                | 3 – 0                                                                      | Svizzera                                                                   | Euro 2004 - 1º turno                                                       | 1                                                                          |                                                                            |
| 21-6-2004                                                                  | Lisbona                                                                    | Croazia                                                                    | 2 – 4                                                                      | Inghilterra                                                                | Euro 2004 - 1º turno                                                       | -                                                                          |                                                                            |
| 24-6-2004                                                                  | Lisbona                                                                    | Portogallo                                                                 | 2 – 2 dts (6 – 5 dtr)                                                      | Inghilterra                                                                | Euro 2004 - Quarti di finale                                               | -                                                                          | 37’ 81’                                                                    |
| 18-8-2004                                                                  | Newcastle                                                                  | Inghilterra                                                                | 3 – 0                                                                      | Ucraina                                                                    | Amichevole                                                                 | -                                                                          | 46’                                                                        |
| 4-9-2004                                                                   | Vienna                                                                     | Austria                                                                    | 2 – 2                                                                      | Inghilterra                                                                | Qual. Mondiali 2006                                                        | 1                                                                          | 82’                                                                        |
| 8-9-2004                                                                   | Chorzów                                                                    | Polonia                                                                    | 1 – 2                                                                      | Inghilterra                                                                | Qual. Mondiali 2006                                                        | -                                                                          |                                                                            |
| 9-2-2005                                                                   | Birmingham                                                                 | Inghilterra                                                                | 0 – 0                                                                      | Paesi Bassi                                                                | Amichevole                                                                 | -                                                                          | 82’                                                                        |
| 26-3-2005                                                                  | Manchester                                                                 | Inghilterra                                                                | 4 – 0                                                                      | Irlanda del Nord                                                           | Qual. Mondiali 2006                                                        | -                                                                          | 72’                                                                        |
| 30-3-2005                                                                  | Newcastle                                                                  | Inghilterra                                                                | 2 – 0                                                                      | Azerbaigian                                                                | Qual. Mondiali 2006                                                        | 1                                                                          |                                                                            |
| 17-8-2005                                                                  | Copenaghen                                                                 | Danimarca                                                                  | 4 – 1                                                                      | Inghilterra                                                                | Amichevole                                                                 | -                                                                          | 84’                                                                        |
| 3-9-2005                                                                   | Cardiff                                                                    | Galles                                                                     | 0 – 1                                                                      | Inghilterra                                                                | Qual. Mondiali 2006                                                        | -                                                                          | 84’                                                                        |
| 7-9-2005                                                                   | Belfast                                                                    | Irlanda del Nord                                                           | 1 – 0                                                                      | Inghilterra                                                                | Qual. Mondiali 2006                                                        | -                                                                          | 76’                                                                        |
| 8-10-2005                                                                  | Manchester                                                                 | Inghilterra                                                                | 1 – 0                                                                      | Austria                                                                    | Qual. Mondiali 2006                                                        | -                                                                          |                                                                            |
| 12-11-2005                                                                 | Ginevra                                                                    | Argentina                                                                  | 2 – 3                                                                      | Inghilterra                                                                | Amichevole                                                                 | -                                                                          |                                                                            |
| 1-3-2006                                                                   | Manchester                                                                 | Inghilterra                                                                | 2 – 1                                                                      | Uruguay                                                                    | Amichevole                                                                 | -                                                                          | 46’                                                                        |
| 30-5-2006                                                                  | Manchester                                                                 | Inghilterra                                                                | 3 – 1                                                                      | Ungheria                                                                   | Amichevole                                                                 | 1                                                                          | 65’                                                                        |
| 3-6-2006                                                                   | Manchester                                                                 | Inghilterra                                                                | 6 – 0                                                                      | Giamaica                                                                   | Amichevole                                                                 | -                                                                          | 77’                                                                        |
| 10-6-2006                                                                  | Francoforte                                                                | Inghilterra                                                                | 1 – 0                                                                      | Paraguay                                                                   | Mondiali 2006 - 1º turno                                                   | -                                                                          | 19’                                                                        |
| 15-6-2006                                                                  | Norimberga                                                                 | Inghilterra                                                                | 2 – 0                                                                      | Trinidad e Tobago                                                          | Mondiali 2006 - 1º turno                                                   | 1                                                                          |                                                                            |
| 20-6-2006                                                                  | Colonia                                                                    | Svezia                                                                     | 2 – 2                                                                      | Inghilterra                                                                | Mondiali 2006 - 1º turno                                                   | 1                                                                          | 69’                                                                        |
| 25-6-2006                                                                  | Stoccarda                                                                  | Inghilterra                                                                | 1 – 0                                                                      | Ecuador                                                                    | Mondiali 2006 - Ottavi di finale                                           | -                                                                          | 90+2’                                                                      |
| 1-7-2006                                                                   | Gelsenkirchen                                                              | Inghilterra                                                                | 0 – 0 dts (1 – 3 dtr)                                                      | Portogallo                                                                 | Mondiali 2006 - Quarti di finale                                           | -                                                                          |                                                                            |
| 16-8-2006                                                                  | Manchester                                                                 | Inghilterra                                                                | 4 – 0                                                                      | Grecia                                                                     | Amichevole                                                                 | -                                                                          | 79’                                                                        |
| 2-9-2006                                                                   | Manchester                                                                 | Inghilterra                                                                | 5 – 0                                                                      | Andorra                                                                    | Qual. Euro 2008                                                            | 1                                                                          |                                                                            |
| 6-9-2006                                                                   | Skopje                                                                     | Macedonia                                                                  | 0 – 1                                                                      | Inghilterra                                                                | Qual. Euro 2008                                                            | -                                                                          | 87’                                                                        |
| 7-10-2006                                                                  | Manchester                                                                 | Inghilterra                                                                | 0 – 0                                                                      | Macedonia                                                                  | Qual. Euro 2008                                                            | -                                                                          | 47’                                                                        |
| 15-11-2006                                                                 | Amsterdam                                                                  | Paesi Bassi                                                                | 1 – 1                                                                      | Inghilterra                                                                | Amichevole                                                                 | -                                                                          |                                                                            |
| 7-2-2007                                                                   | Manchester                                                                 | Inghilterra                                                                | 0 – 1                                                                      | Spagna                                                                     | Amichevole                                                                 | -                                                                          | cap. 46’                                                                   |
| 24-3-2007                                                                  | Ramat Gan                                                                  | Israele                                                                    | 0 – 0                                                                      | Inghilterra                                                                | Qual. Euro 2008                                                            | -                                                                          |                                                                            |
| 28-3-2007                                                                  | Barcellona                                                                 | Andorra                                                                    | 0 – 3                                                                      | Inghilterra                                                                | Qual. Euro 2008                                                            | 2                                                                          |                                                                            |
| 1-6-2007                                                                   | Londra                                                                     | Inghilterra                                                                | 1 – 1                                                                      | Brasile                                                                    | Amichevole                                                                 | -                                                                          |                                                                            |
| 6-6-2007                                                                   | Tallinn                                                                    | Estonia                                                                    | 0 – 3                                                                      | Inghilterra                                                                | Qual. Euro 2008                                                            | -                                                                          |                                                                            |
| 8-9-2007                                                                   | Londra                                                                     | Inghilterra                                                                | 3 – 0                                                                      | Israele                                                                    | Qual. Euro 2008                                                            | -                                                                          | 71’                                                                        |
| 12-9-2007                                                                  | Londra                                                                     | Inghilterra                                                                | 3 – 0                                                                      | Russia                                                                     | Qual. Euro 2008                                                            | -                                                                          |                                                                            |
| 13-10-2007                                                                 | Londra                                                                     | Inghilterra                                                                | 3 – 0                                                                      | Estonia                                                                    | Qual. Euro 2008                                                            | -                                                                          | cap.                                                                       |
| 17-10-2007                                                                 | Mosca                                                                      | Russia                                                                     | 2 – 1                                                                      | Inghilterra                                                                | Qual. Euro 2008                                                            | -                                                                          | cap.                                                                       |
| 16-11-2007                                                                 | Vienna                                                                     | Austria                                                                    | 0 – 1                                                                      | Inghilterra                                                                | Amichevole                                                                 | -                                                                          | cap. 46’                                                                   |
| 21-11-2007                                                                 | Londra                                                                     | Inghilterra                                                                | 2 – 3                                                                      | Croazia                                                                    | Qual. Euro 2008                                                            | -                                                                          | cap.                                                                       |
| 6-2-2008                                                                   | Londra                                                                     | Inghilterra                                                                | 2 – 1                                                                      | Svizzera                                                                   | Amichevole                                                                 | -                                                                          | cap.                                                                       |
| 26-3-2008                                                                  | Saint-Denis                                                                | Francia                                                                    | 1 – 0                                                                      | Inghilterra                                                                | Amichevole                                                                 | -                                                                          | 46’                                                                        |
| 28-5-2008                                                                  | Londra                                                                     | Inghilterra                                                                | 2 – 0                                                                      | Stati Uniti                                                                | Amichevole                                                                 | 1                                                                          |                                                                            |
| 1-6-2008                                                                   | Port of Spain                                                              | Trinidad e Tobago                                                          | 0 – 3                                                                      | Inghilterra                                                                | Amichevole                                                                 | -                                                                          | 29’                                                                        |
| 20-8-2008                                                                  | Londra                                                                     | Inghilterra                                                                | 2 – 2                                                                      | Rep. Ceca                                                                  | Amichevole                                                                 | -                                                                          | 58’                                                                        |
| 11-10-2008                                                                 | Londra                                                                     | Inghilterra                                                                | 5 – 1                                                                      | Kazakistan                                                                 | Qual. Mondiali 2010                                                        | -                                                                          |                                                                            |
| 15-10-2008                                                                 | Minsk                                                                      | Bielorussia                                                                | 1 – 3                                                                      | Inghilterra                                                                | Qual. Mondiali 2010                                                        | 1                                                                          |                                                                            |
| 28-3-2009                                                                  | Londra                                                                     | Inghilterra                                                                | 4 – 0                                                                      | Slovacchia                                                                 | Amichevole                                                                 | -                                                                          | 46’                                                                        |
| 1-4-2009                                                                   | Londra                                                                     | Inghilterra                                                                | 2 – 1                                                                      | Ucraina                                                                    | Qual. Mondiali 2010                                                        | -                                                                          |                                                                            |
| 6-6-2009                                                                   | Almaty                                                                     | Kazakistan                                                                 | 0 – 4                                                                      | Inghilterra                                                                | Qual. Mondiali 2010                                                        | -                                                                          |                                                                            |
| 10-6-2009                                                                  | Londra                                                                     | Inghilterra                                                                | 6 – 0                                                                      | Andorra                                                                    | Qual. Mondiali 2010                                                        | -                                                                          | 46’                                                                        |
| 5-9-2009                                                                   | Londra                                                                     | Inghilterra                                                                | 2 – 1                                                                      | Slovenia                                                                   | Amichevole                                                                 | -                                                                          | 46’                                                                        |
| 9-9-2009                                                                   | Londra                                                                     | Inghilterra                                                                | 5 – 1                                                                      | Croazia                                                                    | Qual. Mondiali 2010                                                        | 2                                                                          | 80’                                                                        |
| 10-10-2009                                                                 | Dnipropetrovs'k                                                            | Ucraina                                                                    | 1 – 0                                                                      | Inghilterra                                                                | Qual. Mondiali 2010                                                        | -                                                                          | 46’                                                                        |
| 3-3-2010                                                                   | Londra                                                                     | Inghilterra                                                                | 3 – 1                                                                      | Egitto                                                                     | Amichevole                                                                 | -                                                                          | cap. 73’                                                                   |
| 24-5-2010                                                                  | Londra                                                                     | Inghilterra                                                                | 3 – 1                                                                      | Messico                                                                    | Amichevole                                                                 | -                                                                          | cap.                                                                       |
| 30-5-2010                                                                  | Graz                                                                       | Giappone                                                                   | 1 – 2                                                                      | Inghilterra                                                                | Amichevole                                                                 | -                                                                          | cap.                                                                       |
| 12-6-2010                                                                  | Rustenburg                                                                 | Inghilterra                                                                | 1 – 1                                                                      | Stati Uniti                                                                | Mondiali 2010 - 1º turno                                                   | 1                                                                          | cap. 61’                                                                   |
| 18-6-2010                                                                  | Città del Capo                                                             | Inghilterra                                                                | 0 – 0                                                                      | Algeria                                                                    | Mondiali 2010 - 1º turno                                                   | -                                                                          | cap.                                                                       |
| 23-6-2010                                                                  | Port Elizabeth                                                             | Slovenia                                                                   | 0 – 1                                                                      | Inghilterra                                                                | Mondiali 2010 - 1º turno                                                   | -                                                                          | cap.                                                                       |
| 27-6-2010                                                                  | Bloemfontein                                                               | Germania                                                                   | 4 – 1                                                                      | Inghilterra                                                                | Mondiali 2010 - Ottavi di finale                                           | -                                                                          | cap.                                                                       |
| 11-8-2010                                                                  | Londra                                                                     | Inghilterra                                                                | 2 – 1                                                                      | Ungheria                                                                   | Amichevole                                                                 | 2                                                                          | cap. 82’                                                                   |
| 3-9-2010                                                                   | Londra                                                                     | Inghilterra                                                                | 4 – 0                                                                      | Bulgaria                                                                   | Qual. Euro 2012                                                            | -                                                                          | cap.                                                                       |
| 7-9-2010                                                                   | Basilea                                                                    | Svizzera                                                                   | 1 – 3                                                                      | Inghilterra                                                                | Qual. Euro 2012                                                            | -                                                                          | cap.                                                                       |
| 12-10-2010                                                                 | Londra                                                                     | Inghilterra                                                                | 0 – 0                                                                      | Montenegro                                                                 | Qual. Euro 2012                                                            | -                                                                          |                                                                            |
| 17-11-2010                                                                 | Londra                                                                     | Inghilterra                                                                | 1 – 2                                                                      | Francia                                                                    | Amichevole                                                                 | -                                                                          | 84’                                                                        |
| 29-2-2012                                                                  | Londra                                                                     | Inghilterra                                                                | 2 – 3                                                                      | Paesi Bassi                                                                | Amichevole                                                                 | -                                                                          | 33’                                                                        |
| 26-5-2012                                                                  | Oslo                                                                       | Norvegia                                                                   | 0 – 1                                                                      | Inghilterra                                                                | Amichevole                                                                 | -                                                                          | cap. 46’                                                                   |
| 2-6-2012                                                                   | Londra                                                                     | Inghilterra                                                                | 1 – 0                                                                      | Belgio                                                                     | Amichevole                                                                 | -                                                                          | cap. 83’                                                                   |
| 11-6-2012                                                                  | Donec'k                                                                    | Francia                                                                    | 1 – 1                                                                      | Inghilterra                                                                | Euro 2012 - 1º turno                                                       | -                                                                          | cap.                                                                       |
| 15-6-2012                                                                  | Kiev                                                                       | Svezia                                                                     | 2 – 3                                                                      | Inghilterra                                                                | Euro 2012 - 1º turno                                                       | -                                                                          | cap.                                                                       |
| 19-6-2012                                                                  | Donec'k                                                                    | Inghilterra                                                                | 1 – 0                                                                      | Ucraina                                                                    | Euro 2012 - 1º turno                                                       | -                                                                          | cap. 73’                                                                   |
| 24-6-2012                                                                  | Kiev                                                                       | Inghilterra                                                                | 0 – 0 dts (2 – 4 dtr)                                                      | Italia                                                                     | Euro 2012 - Quarti di finale                                               | -                                                                          | cap.                                                                       |
| 7-9-2012                                                                   | Chișinău                                                                   | Moldavia                                                                   | 0 – 5                                                                      | Inghilterra                                                                | Qual. Mondiali 2014                                                        | -                                                                          | cap. 46’                                                                   |
| 11-9-2012                                                                  | Londra                                                                     | Inghilterra                                                                | 1 – 1                                                                      | Ucraina                                                                    | Qual. Mondiali 2014                                                        | -                                                                          | cap. 54’, 88’                                                              |
| 16-10-2012                                                                 | Varsavia                                                                   | Polonia                                                                    | 1 – 1                                                                      | Inghilterra                                                                | Qual. Mondiali 2014                                                        | -                                                                          | cap.                                                                       |
| 14-11-2012                                                                 | Solna                                                                      | Svezia                                                                     | 4 – 2                                                                      | Inghilterra                                                                | Amichevole                                                                 | -                                                                          | cap. 75’                                                                   |
| 6-2-2013                                                                   | Londra                                                                     | Inghilterra                                                                | 2 – 1                                                                      | Brasile                                                                    | Amichevole                                                                 | -                                                                          | cap.                                                                       |
| 26-3-2013                                                                  | Podgorica                                                                  | Montenegro                                                                 | 1 – 1                                                                      | Inghilterra                                                                | Qual. Mondiali 2014                                                        | -                                                                          | cap.                                                                       |
| 14-8-2013                                                                  | Londra                                                                     | Inghilterra                                                                | 3 – 2                                                                      | Scozia                                                                     | Amichevole                                                                 | -                                                                          | cap. 62’                                                                   |
| 6-9-2013                                                                   | Londra                                                                     | Inghilterra                                                                | 4 – 0                                                                      | Moldavia                                                                   | Qual. Mondiali 2014                                                        | 1                                                                          | cap.                                                                       |
| 10-9-2013                                                                  | Kiev                                                                       | Ucraina                                                                    | 0 – 0                                                                      | Inghilterra                                                                | Qual. Mondiali 2014                                                        | -                                                                          | cap.                                                                       |
| 11-10-2013                                                                 | Londra                                                                     | Inghilterra                                                                | 4 – 1                                                                      | Montenegro                                                                 | Qual. Mondiali 2014                                                        | -                                                                          | cap. 87’                                                                   |
| 15-10-2013                                                                 | Londra                                                                     | Inghilterra                                                                | 2 – 0                                                                      | Polonia                                                                    | Qual. Mondiali 2014                                                        | 1                                                                          | cap.                                                                       |
| 19-11-2013                                                                 | Londra                                                                     | Inghilterra                                                                | 0 – 1                                                                      | Germania                                                                   | Amichevole                                                                 | -                                                                          | cap. 56’                                                                   |
| 5-3-2014                                                                   | Londra                                                                     | Inghilterra                                                                | 1 – 0                                                                      | Danimarca                                                                  | Amichevole                                                                 | -                                                                          | cap.                                                                       |
| 30-5-2014                                                                  | Londra                                                                     | Inghilterra                                                                | 3 – 0                                                                      | Perù                                                                       | Amichevole                                                                 | -                                                                          | cap. 30’ 64’                                                               |
| 7-6-2014                                                                   | Miami Gardens                                                              | Inghilterra                                                                | 0 – 0                                                                      | Honduras                                                                   | Amichevole                                                                 | -                                                                          | cap. 46’                                                                   |
| 14-6-2014                                                                  | Manaus                                                                     | Inghilterra                                                                | 1 – 2                                                                      | Italia                                                                     | Mondiali 2014 - 1º turno                                                   | -                                                                          | cap.                                                                       |
| 19-6-2014                                                                  | San Paolo                                                                  | Uruguay                                                                    | 2 – 1                                                                      | Inghilterra                                                                | Mondiali 2014 - 1º turno                                                   | -                                                                          | cap. 68’                                                                   |
| 24-6-2014                                                                  | Belo Horizonte                                                             | Costa Rica                                                                 | 0 – 0                                                                      | Inghilterra                                                                | Mondiali 2014 - 1º turno                                                   | -                                                                          | 73’                                                                        |
| Totale                                                                     |                                                                            | Presenze (4º posto)                                                        | 114                                                                        |                                                                            | Reti                                                                       | 21                                                                         |                                                                            |

### Statistiche da allenatore
Statistiche aggiornate al 30 gennaio 2025. In grassetto le competizioni vinte.
| Stagione           | Squadra            | Campionato         | Campionato | Campionato | Campionato | Campionato | Coppe nazionali | Coppe nazionali | Coppe nazionali | Coppe nazionali | Coppe nazionali | Coppe continentali | Coppe continentali | Coppe continentali | Coppe continentali | Coppe continentali | Altre coppe | Altre coppe | Altre coppe | Altre coppe | Altre coppe | Totale | Totale | Totale | Totale | % Vittorie | Piazzamento |
| Stagione           | Squadra            | Comp               | G          | V          | N          | P          | Comp            | G               | V               | N               | P               | Comp               | G                  | V                  | N                  | P                  | Comp        | G           | V           | N           | P           | G      | V      | N      | P      | %          | Piazzamento |
| ------------------ | ------------------ | ------------------ | ---------- | ---------- | ---------- | ---------- | --------------- | --------------- | --------------- | --------------- | --------------- | ------------------ | ------------------ | ------------------ | ------------------ | ------------------ | ----------- | ----------- | ----------- | ----------- | ----------- | ------ | ------ | ------ | ------ | ---------- | ----------- |
| 2018-2019          | Rangers            | SP                 | 38         | 23         | 9          | 6          | SC+CdL          | 5+3             | 2+2             | 2+0             | 1+1             | UEL                | 14                 | 5                  | 7                  | 2                  | -           | -           | -           | -           | -           | 60     | 32     | 18     | 10     | 53,33      | 2º          |
| 2019-2020          | Rangers            | SP                 | 29         | 21         | 4          | 4          | SC+CdL          | 3+4             | 2+3             | 0+0             | 1+1             | UEL                | 18                 | 10                 | 5                  | 3                  | -           | -           | -           | -           | -           | 54     | 36     | 9      | 9      | 66,67      | 2º          |
| 2020-2021          | Rangers            | SP                 | 38         | 32         | 6          | 0          | SC+CdL          | 3+2             | 2+1             | 1+0             | 0+1             | UEL                | 13                 | 9                  | 3                  | 1                  | -           | -           | -           | -           | -           | 56     | 44     | 10     | 2      | 78,57      | 1º          |
| lug.-nov. 2021     | Rangers            | SP                 | 13         | 9          | 3          | 1          | SC+CdL          | 0+2             | 2               | 0               | 0               | UCL+UEL            | 2+6                | 0+2                | 0+2                | 2+2                | -           | -           | -           | -           | -           | 23     | 13     | 5      | 5      | 56,52      | Resc. cons. |
| Totale Rangers     | Totale Rangers     | Totale Rangers     | 118        | 85         | 22         | 11         |                 | 22              | 14              | 3               | 5               |                    | 53                 | 26                 | 17                 | 10                 |             | -           | -           | -           | -           | 193    | 125    | 42     | 26     | 64,77      |             |
| nov. 2021-2022     | Aston Villa        | PL                 | 27         | 10         | 5          | 12         | FACup+CdL       | 1+0             | 0               | 0               | 1               | -                  | -                  | -                  | -                  | -                  | -           | -           | -           | -           | -           | 28     | 10     | 5      | 13     | 35,71      | Sub. 14°    |
| lug.-ott. 2022     | Aston Villa        | PL                 | 11         | 2          | 3          | 6          | FACup+CdL       | 0+1             | 1               | 0               | 0               | -                  | -                  | -                  | -                  | -                  | -           | -           | -           | -           | -           | 12     | 3      | 3      | 6      | 25,00      | Eson.       |
| Totale Aston Villa | Totale Aston Villa | Totale Aston Villa | 38         | 12         | 8          | 18         |                 | 2               | 1               | 0               | 1               |                    | -                  | -                  | -                  | -                  |             | -           | -           | -           | -           | 40     | 13     | 8      | 19     | 32,50      |             |
| 2023-2024          | Al-Ettifaq         | SPL                | 34         | 12         | 12         | 10         | KC              | 2               | 1               | 0               | 1               | -                  | -                  | -                  | -                  | -                  | -           | -           | -           | -           | -           | 36     | 13     | 12     | 11     | 36,11      | 6°          |
| 2024-gen. 2025     | Al-Ettifaq         | SPL                | 17         | 5          | 4          | 8          | KC              | 2               | 1               | 0               | 1               | -                  | -                  | -                  | -                  | -                  | -           | -           | -           | -           | -           | 19     | 6      | 4      | 9      | 31,58      | Eson.       |
| Totale Al-Ettifaq  | Totale Al-Ettifaq  | Totale Al-Ettifaq  | 51         | 17         | 16         | 18         |                 | 4               | 2               | 0               | 2               |                    | -                  | -                  | -                  | -                  |             | -           | -           | -           | -           | 55     | 19     | 16     | 20     | 34,55      |             |
| Totale carriera    | Totale carriera    | Totale carriera    | 217        | 114        | 46         | 47         |                 | 28              | 17              | 3               | 8               |                    | 53                 | 26                 | 17                 | 10                 |             | -           | -           | -           | -           | 288    | 157    | 66     | 65     | 54,51      |             |

## Palmarès

### Giocatore

#### Club

##### Competizioni nazionali
- Coppa di Lega inglese: 3

Liverpool: 2000-2001, 2002-2003, 2011-2012
- Coppa d'Inghilterra: 2

Liverpool: 2000-2001, 2005-2006
- Charity/Community Shield: 2

Liverpool: 2001, 2006

##### Competizioni internazionali
- Coppa UEFA: 1

Liverpool: 2000-2001
- Supercoppa UEFA: 2

Liverpool: 2001, 2005
- UEFA Champions League: 1

Liverpool: 2004-2005

#### Individuale
- Giovane dell'anno della PFA: 1

2000-2001
- Squadra dell'anno della PFA: 8

2001, 2004, 2005, 2006, 2007, 2008, 2009, 2014
- Miglior giocatore nella finale di Champions League: 1

2004-2005
- UEFA Club Footballer of the Year: 1

2004-2005
- Squadra dell'anno UEFA: 3

2005, 2006, 2007
- Giocatore dell'anno della PFA: 1

2005-2006
- Miglior giocatore nella finale di FA Cup: 1

2005-2006
- FIFA/FIFPro World XI: 3

2006-2007, 2007-2008, 2008-2009
- Giocatore dell'anno della FWA: 1

2008-2009
- ESM Team of the Year: 1

2008-2009
- Squadra del torneo del campionato europeo: 1

Polonia-Ucraina 2012
- Candidato al Dream Team del Pallone d'oro (2020)

### Allenatore

#### Club
- Campionato scozzese: 1

Rangers: 2020-2021

#### Individuale
- Allenatore dell'anno della SFWA: 1

2020-2021
- Allenatore dell'anno della SPFA: 1

2020-2021
- Allenatore dell'anno della SPFL: 1

2020-2021
- Premio speciale della LMA: 1

2020-2021